# Freienbach
Freienbach je město ve švýcarském kantonu Schwyz. Hlavním sídlem a zdaleka největší místní částí je Pfäffikon. Žije zde přibližně 16 tisíc obyvatel.
Obec se nachází u Curyšského jezera a skládá se z pěti místních částí: Pfäffikon, Freienbach, Wilen bei Wollerau, Bäch SZ a Hurden.

## Geografie

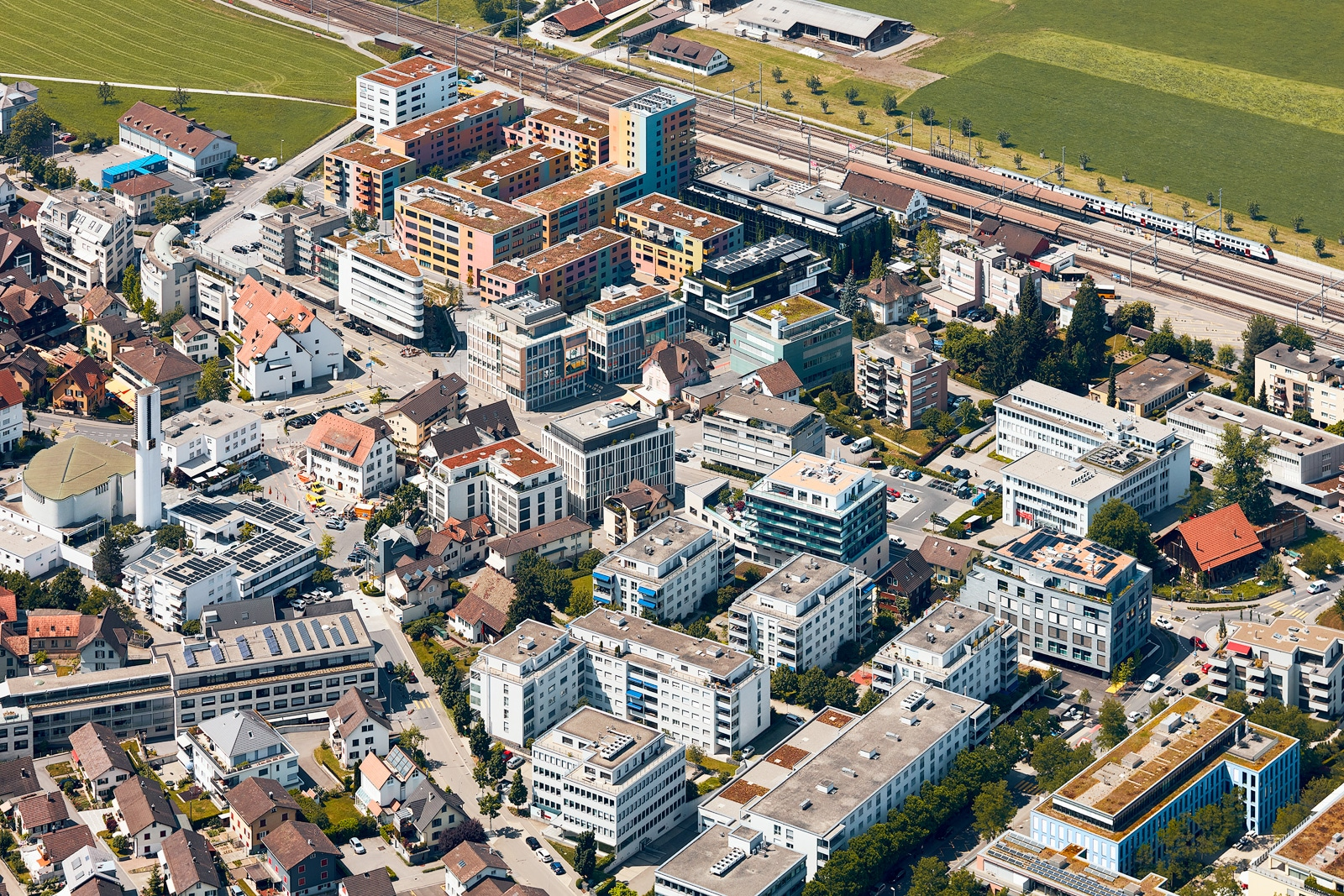
Pfäffikon

Obec Freienbach leží na levém břehu Curyšského jezera a na úpatí masivu Etzel. K obci patří dva ostrovy Ufnau a Lützelau v Curyšském jezeře. Na Ufnau se lze dostat lodí.
Obec Freienbach je spojena s městem Rapperswil-Jona prostřednictvím jezerní hráze. Společně tvoří centrum aglomerace Obersee. U přehradní hráze na Curyšském jezeře se nachází trojmezí tří kantonů (St. Gallen, Schwyz a Curych).
Rozlohy jednotlivých místních částí:
- Pfäffikon: 11,5 km²
- Freienbach: 3,0 km²
- Wilen: 2,5 km²
- Bäch: 2,0 km²
- Hurden: 1,31 km²

## Historie

Freienbach v roce 1919

První historická zmínka pochází z roku 741, kdy jsou ostrovy Ufnau a Lützelau zmíněny v listině kláštera St. Gallen. Vesnice Freienbach, Pfäffikon a Bäch jsou pak připomínáy v roce 965, resp. 972 v darovacích listinách císařů Oty I. a Oty II. opatství Einsiedeln. Starší pravopisná podoba zní Freyenbach
Opatství Einsiedeln kolem roku 1250 postavilo v Pfäffikonu věž. Freienbach původně patřil k farnosti Ufenau. V roce 1132 byla v Pfäffikonu vysvěcena kaple a v roce 1150 kaple ve vsi Freienbach. V roce 1308 byla obec oddělena od mateřské farnosti; od té doby je Freienbach samostatnou farností. Během Staré curyšské války byla vesnice Freienbach vypálena, když v roce 1443 konfederáti v bitvě vyhnali curyšská a rakouská vojska. Současný farní kostel svatého Adalricha byl postaven v letech 1672–1674. V roce 1762 postavil klášter Einsiedeln na svém viničním panství velkolepý dům Leutschenhaus s velkým sklepem a trotou. Politicky patřily Freienbach, Pfäffikon a Hurden k Vorderer Hof („přednímu dvoru“; tj. Pfäffikon), Bäch a Wilen k Hinterer Hof („zadnímu dvoru“; Wollerau). Vesničané z Freienbachu spravovali svůj společný majetek pastvin, lesů, vinic a pískovcových lomů ve vlastní korporaci. Teprve kantonální ústava z roku 1848 přisoudila farnosti také politické kompetence v nyní již jednotném okrese Höfe. Obecní správa sídlí v Pfäffikonu.

## Obyvatelstvo
| Vývoj počtu obyvatel | Vývoj počtu obyvatel | Vývoj počtu obyvatel | Vývoj počtu obyvatel | Vývoj počtu obyvatel | Vývoj počtu obyvatel | Vývoj počtu obyvatel | Vývoj počtu obyvatel | Vývoj počtu obyvatel | Vývoj počtu obyvatel | Vývoj počtu obyvatel | Vývoj počtu obyvatel |
| -------------------- | -------------------- | -------------------- | -------------------- | -------------------- | -------------------- | -------------------- | -------------------- | -------------------- | -------------------- | -------------------- | -------------------- |
| Rok                  | 1850                 | 1900                 | 1950                 | 1960                 | 1970                 | 1980                 | 1990                 | 2000                 | 2010                 | 2020                 |                      |
| Počet obyvatel       | 2058                 | 2070                 | 3950                 | 5423                 | 8487                 | 9874                 | 11 332               | 13 375               | 15 779               | 16 487               |                      |

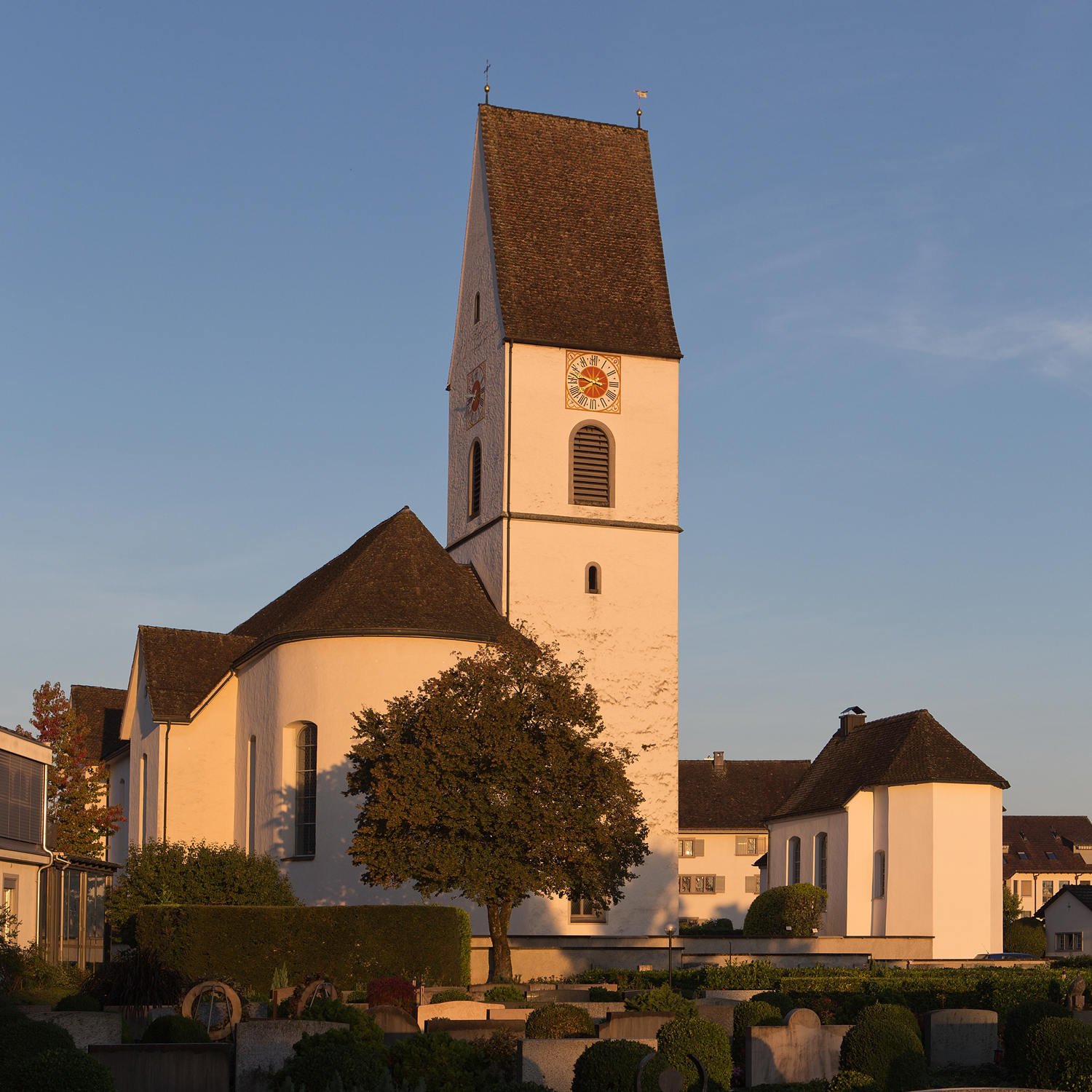
Kostel

Od roku 2004 patří pozice nejlidnatější obce kantonu Schwyz obci Freienbach, která tak předstihla kantonální hlavní město Schwyz.
Většina obyvatel (k roku 2000) hovoří německy (87,9 %), druhá nejčastější je italština (2,3 %) a třetí srbochorvatština (2,0 %).
Podle sčítání lidu z roku 2000 se 7641 obyvatel, tj. 58,5 %, hlásí k římskokatolické církvi a 2915 obyvatel, tj. 22,3 %, ke švýcarské reformované církvi.

## Hospodářství
Oblast byla tradičně výhradně zemědělská. Pouze Bäch v 18. století přesáhl hranice zemědělské činnosti, když zde byla založena továrna Sust, továrna na sůl a papírna. Ve 20. letech 19. století se v Bächu a Pfäffikonu prosadil textilní průmysl. Gastronomie a obchod dostaly nový impuls teprve když byla v roce 1875 otevřena železniční trať na levém břehu jezera, v roce 1878 železniční spojení z Pfäffikonu přes novou jezerní hráz do Rapperswilu a v roce 1891 do Arth-Goldau.
Seedamm-Center v Pfäffikonu SZ je největší nákupní centrum na horním toku Curyšského jezera. Na více než 20 000 metrech čtverečních prodejní plochy se nachází 48 obchodů. V třípodlažním podzemním parkovišti a na upraveném pozemku centra je 1500 parkovacích míst. Seedamm-Center je jedním z nákupních center s nejvyšším obratem ve Švýcarsku.

## Doprava

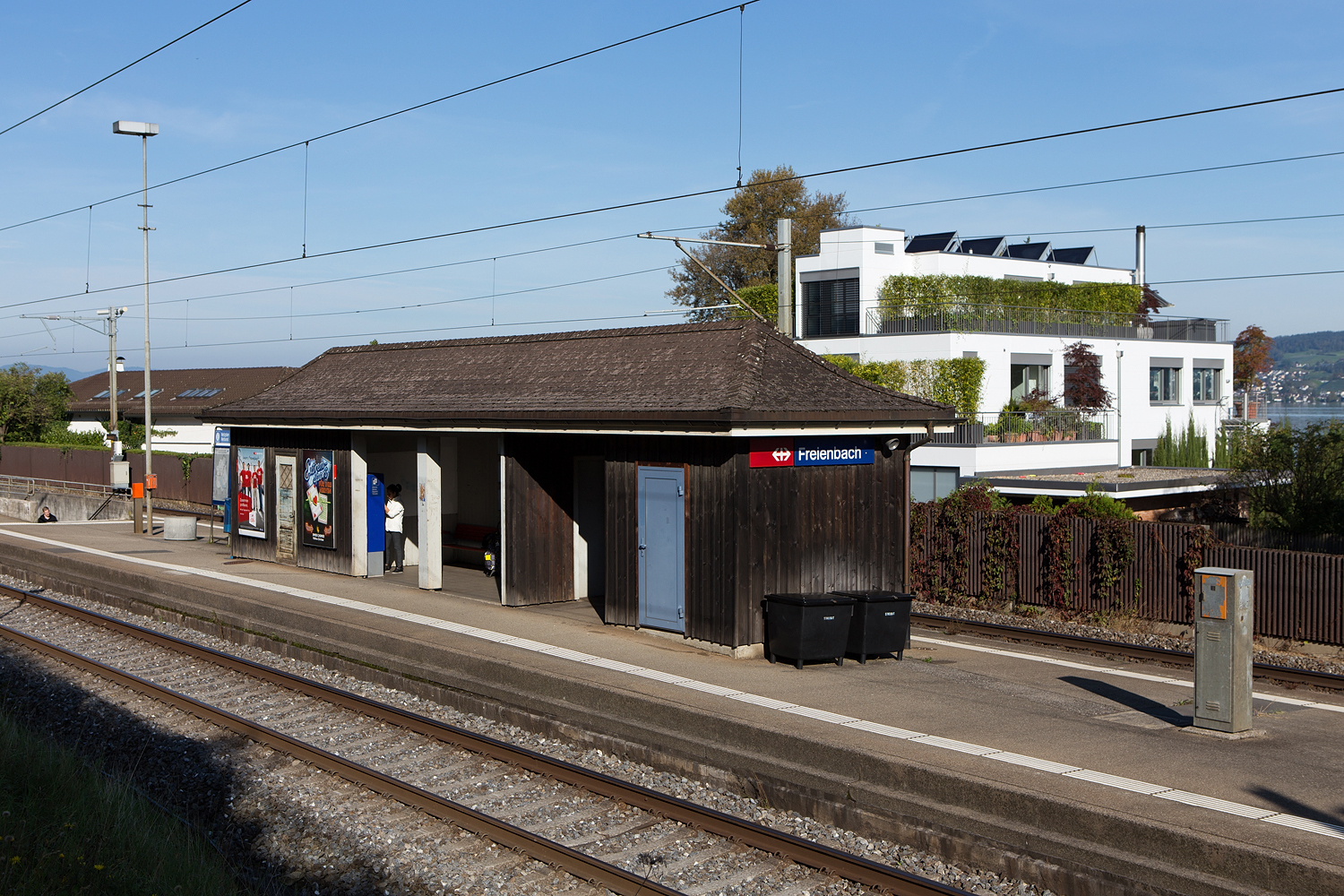
Železniční zastávka Freienbach

Obec Freienbach leží na dálnici A3 Chur–Curych. Je také dobře napojena prostřednictvím celostátní železniční sítě a integrována do sítě curyšských železničních linek S-Bahn.